# Памятник жертвам войны (Батуми)
Памятник жертвам войны — обелиск в честь погибшим в Великую Отечественную войну грузинам, установленный в 1965 году и демонтированный в 2012 году. Памятник представлял из себя стелу белого цвета на верхней части которой были написаны годы 1941—1945. Обелиск находился в центре города Батуми у порта.

## История памятника
Памятник был построен в 1965 году к 20-летию со дня победы в Великой Отечественной войне и простоял 47 лет.
24 февраля 2012 года начался демонтаж памятника. В этот же день был выключен «вечный огонь». Изначально, демонтажу памятника помешали оппозиционеры, ветераны и общественные движения. Прошла акция протеста, где митингующие развернули транспарант для рабочих: «Не принимаете участие в вандализме».
Городской совет резюмировал, что памятник было решено демонтировать из-за того, что он мешал размещению канатной дороги (между Батуми и горой Анори). СМИ, с ссылкой на власть Грузии, изначально сообщили, что монумент будет перенесён. Решение о «переносе» было принято на заседании сакребуло 15 июля 2011 года. Пресс-служба сакребуло отметила: 

На месте обелиска будет проходить канатная дорога, которая соединит Батуми с горой Анори. С городского побережья до горы Анори будет протянута двухкилометровая канатная дорога, и перенос обелиска обусловлен именно этим
По мнению ряда жителей Батуми, перенос момумента уменьшает его значимость. Обелиск планировался к переносу на улицу Серги Месхи. Ветераны войны в Аджарии были возмущены решением о переносе памятника. Один из жителей Батуми Резо Диасамидзе следующим образом описал ситуацию: 

Неужели строительство канатной дороги важнее памяти погибших воинов? Нет, это неправильно. Так не должно быть. Смотрите — здесь сколько места! Пусть ставят станцию рядом!
Другой житель Батуми Тенгиз Антилаква отметил: 

Пусть они пойдут и разрушат могилы своих предков. А этот мемориал — память наших предков, память героев, которые пали за наше будущее, память солдат, которые не вернулись в свои семьи с фронта
Недовольные жители Батуми попытались помешать сносу памятника: опрокинув ограждение, они возложили цветы к потушенному вечному огню. Люди считали, что правительство Грузии их обманет и под видом переноса уничтожит памятник. Несмотря на то, что изначально народу преподносилась информация о переносе памятника, в итоге памятник просто уничтожили. С осуждением демонтажа памятника выступила партия «Свободная Грузия», которая считает недопустимым неуважение к памяти погибшим в борьбе с фашизмом. Демонтаж памятника совпал с «неделей советской оккупации» в память того, что 25 февраля 1921 года части Красной армии заняли Грузию.
По словам официального представителя МИД РФ Александра Лукашевича: 

Причина маниакальной борьбы с монументами очевидна — памятники наглядно символизируют славные страницы общей для Грузии и России истории и мешают внедрять в сознание грузин миф о якобы порабощении Грузии Россией
По мнению депутата парламента Грузии Петре Мамрадзе уничтожение памятника это попытка разрушить всё, что связывало Грузию с Россией. Данный памятник был третьим уничтоженным в Грузии памятником погибшим в Великой Отечественной войне. Всего в Великой Отечественной войне сражались 300 тысяч грузин и них более 80 тысяч сложили свои головы во имя победы.
Как заявил постоянный представитель Российской Федерации А. В. Келин на заседании Постоянного совета ОБСЕ 1 марта 2012 года в докладе «О демонтаже памятника жертвам Великой Отечественной войны в Батуми»: 

«Своими действиями грузинские борцы с памятниками прямо нарушают обязательства ОБСЕ, под которыми подписалась и Грузия. В частности, Документ краковского симпозиума по культурному наследию государств-участников СБСЕ 1991 года, в соответствии с которым страны-участницы обязаны принимать меры по „сохранению и охране таких памятных мест… которые свидетельствуют о трагических событиях прошлого… с тем, чтобы эти события остались в памяти… и никогда не повторились“.»